# Nyctophilus corbeni
Nyctophilus corbeni — вид ссавців родини лиликових.

## Опис

### Морфометрія
Невеликих розмірів, з довжиною голови і тіла між 50 і 75 мм, довжина передпліччя між 40 і 50 мм, довжина хвоста від 35 до 50 мм, довжина гомілки між 20 і 23,6 мм, довжина вух між 21 і 28 мм і вагою до 21 грама.

### Зовнішність
Шерсть коротка і щільна. Спинна частина сірувато-коричневого кольору з темними кінчиками волосся трохи світлішими, в той час як черевна частина ясніша. Морда з жорстким м'ясистим кінцем, де ніздрі відкриті. Очі маленькі. Вуха довгі, широкі та об'єднані по лобі мембранною шкірою. Крила прикріплені до задньої частини основи пальців, кінець довгого хвоста злегка виступає за межі широкої хвостової мембрани.

## Проживання
Цей вид широко поширений в австралійських штатах південно-східний Квінсленд, Новий Південний Уельс, Вікторія і Південна Австралія. Живе у лісі.

## Звички
Поодинокі особини знаходить притулок під корою, що відшарувалася і між тріщинами на деревах. Політ, повільний і коливається, аналогічно тому, що у метеликів. Він має оселище більш ніж на 7 км. Харчується комахами, особливо жуками, метеликами й навіть кониками й цвіркунами. Вагітні були захоплені в листопаді.